# Форментера
Форментера е средиземноморски остров и община, която заедно с Майорка, Менорка и Ибиса образува Автономна област Балеарски острови. Освен това, заедно с Ибиса и няколко островчета образува Питиуските острови. Понастоящем към 2015 година Форментера е с население от 11 878 жители и това я прави най-малко населеният Балеарски остров.

## Физическа география
Остров Форментера е най-малкият населен остров на Балеарските острови и най-южният. Намира се на юг от остров Ибиса, от който е отделен от канал с дължина 3.6 км. Най-близката му точка до Иберийския полуостров е Дения (Аликанте), отстояща на 100 км.
Островът има 69 км брегова линия, пълна с много красиви плажове и скали. Това е много равен остров с максимална височина над морското равнище от 192 м (Са Талаяса Ла Мола). Климатът е мек, със средна годишна температура от 18,6 градуса по Целзий и 2883 часа слънце средно годишно. Растителността от средиземноморски тип съчетава дюнни райони с борови, хвойнови и смесени гори.
Северно от острова се намират няколко необитаеми островчета, най-важните от които са Еспалмадор (около 240 ха) и Еспардел (60 ха).

## Население и администрация
Остров Форментера се състои административно от една-единствена община (наречена също Форментера и включва островите Еспалмадор и Еспардел) и разполага с шест града: Сан Франсиско Хавиер, Сан Феран де Сес Рокес, Ел Пилар де ла Мола, Ес Кало де Сан Агусти, Ла Савина и Ес Пухолс. През 2007 г. се учредява независимата община Островен съвет на Форментера, която престава да зависи от стария Островен Съвет на Ибиса и Форментера. Островният съвет на Форментера се управлява от коалиция между ляво ориентираната партия Хората за Форментера (Gent per Formentera (GxF)) в коалиция с Испанската социалистическа работническа партия (ИСРП, на испански: Partido Socialista Obrero Español – PSOE), с президент Жауме Ферер (GxF-PSOE). През 2008 г. общото население на острова е 9147 жители.
Сан Франсиско Хавиер е най-важният град на острова и там са съсредоточени държавните администрации. В Ла Савина се намира пристанище със същото име, което е единственият достъп до острова. Основната индустрия е туризмът, който се възползва от райските плажове на острова: Ийетес, Йеван, Ес Ареналс, Мигжорн, Кала Саона и др.

## История
Първото човешко присъствие, познато на остров Форментера, е през Бронзовата ера, когато е била построена мегалитна гробница Ка На Коста, открита през 1974 г. Този погребален паметник, построен между 1900 г. и 1600 г. пр.н.е., потвърждава съществуването на стабилно и организирано население в началото на Бронзовата ера, около хиляда години преди финикийците да се заселят в Ибиса. След един дълъг период, през който островът е необитаем, са намерени следи от присъствието на пуническата и римската култури.
Няма информация дали островът е бил населен след нашествията на вестготите, но има данни, че през единадесети век, по време на арабската окупация, островът е разполагал със стабилно население, от което са останали къщи, кладенци и резервоари за вода.
Войските на Хайме I от Арагон, начело с архиепископ Гилермо де Монтгри, през 1235 г. завладяват Питиуските острови, които били част от Кралство Майорка. Форментера все още е била обитавана от сарацините според Llibre dels feyts, част от четирите големи средновековни хроники на каталонски език, написана от Хайме I от Арагон, името на хрониката на испански език е Книга за събитията.
След изгонването на мюсюлманското население, опитът да се задържи постоянно население на острова се проваля поради трудните условия на живот на острова и несигурността, причинена от берберските набези. Оттогава е параклисът в романски стил „Са Танка Вея“, намиращ се в Сан Франциско Хавиер, построен през 1336 г.
През останалата част от Средновековието и Ренесанса, Форментера само от време на време е била заселена от жители на остров Ибиса.
През 1695 г., става окончателното заселване на острова от хора от Ибиса. Няколко години по-късно, през 1726 г., е построена първата църква във Форментера, посветена на Сан Франсиско Хавиер, изградена като крепост, която да осигурява подслон и закрила от пиратски нападения. С течение на времето, започват да се създават малки градчета около новопостроените църкви, въпреки че по-голямата част от населението винаги е било разпръснато в малки селски къщи. До средата на осемнадесети век населението на Форментера наброява четиристотин души, а в края на деветнадесети век острова обитават почти две хиляди жители.
От 60-те и 70-те години започва да се развива една нова туристическа индустрия, характеризираща се с атмосфера на релакс и спокойствие (за разлика от Ибиса). Успоредно с това, в края на 60-те години започва хипи движението във Форментера – факт, който дълбоко белязва индивидуалността на острова.
Дълго време хората на Форментера се борят островът да спре да зависи от остров Ибиса и, както другите острови, да има собствен Островен Съвет. През 2007 г. след реформата на Устава за Автономия на Балеарските острови от 1983 г., Форментера се сдобива със собствен Островен Съвет, като се отделя от Островния Съвет на Ибиса и Форментера. Така от 2007 г. съществуват две нови администрации: Островния Съвет на Форментера и Островния Съвет на Ибиса.
Първите избори за Съвета спечелва лявата местна партия Хората на Форментера (Gent per Formentera (GxF)), която получава 1134 гласа и пет съветници. Народната партия (El Partido Popular) печели 1068 гласа и 4 съветници, а Партията на Социалистите на Балеарските острови (PSIB-PSOE) и независимата кандидатура на Независима група за Форментера (Grup Independent de Formentera (GUIF)) съответно печелят по двама съветници. Хората на Форментера (Gent per Formentera) и PSIB-PSOE постигат споразумение Жауме Ферер Рибас да бъде избран за кмет и президент на първия Съвет на Форментера.
След създаването на Островния съвет, политическите партии и хората от острова искат тоталното отделяне на Форментера, понеже член 69.3 от Испанската Конституция от 1978 г. повдига редица въпроси:
| „ | В островните провинции всеки остров или група острови с Градски или Островен Съвет представлява избирателен район за избиране на сенатори, съответно три за всеки от главните острови – Гран Канария, Майорка и Тенерифе – и по един за всеки от следните острови или група острови: Ибиса-Форментера, Менорка, Фуертевентура, Гомера, Йеро, Лансароте и Ла Палма. | “ |

Както гласи този член, всеки остров с Островен Съвет образува избирателен район и избира по един собствен сенатор за малките острови и трима за големите острови. Форментера със своя Островен Съвет образува избирателен район и има право да бъде представлявана в Горната Камара на Парламента, като се отдели от настоящия сенатор на Питиуските острови (Ибиса и Форментера). Но в следващите редове на члена островите фигурират, свързани с тире (Ибиса-Форментера) като група от острови, които за момента оставят малък остров без глас в Горната Камара на Парламента – нещо, което противоречи на въпросния член.
На 16 март 2011 г. Балеарският парламент приема предложението без законов характер (proposición no de ley), в което настоява член 69.3 от Испанската Конституция от 1978 г. да бъде изменен, за да може Ибиса и Форментера да бъдат разделени със запетая (Ибиса, Форментера), а не свързани с тире (Ибиса-Форментера) и така да разреши противоречието на настоящия член и да даде право на Форментера да упражнява право на глас в Сената – право, което имат другите острови с Островен Съвет като този на Форментера.
Населението на Форментера продължава да се бори за това най-малкият остров от Балеарите да има същите права като другите съседни острови (маршрута Дения-Форментера, повече възможности за пътуване с кораб през зимата, и др. ...).

## Комуникации
Няма връзки с континенталната част на Испания. Единственият начин за достъп до острова е с кораб от Ибиса, а през летните месеци се откриват допълнителни линии между Форментера и Дения. Корабът е икономичен начин за пътуване до Форментера, който също така позволява пътуване с автомобил. JET линиите свързват пристанищата на Ибиса и Ла Савина за по-малко от 30 минути посредством кораби, оборудвани с хидроджет. От 27 декември 2012 г. корабът Посидония на компанията Балеария (Balearia) обслужва тази линия. За придвижването в рамките на острова има няколко варианта; има 4 автобусни линии, които свързват основни точки на острова като пристанището Ла Савина или Франсиско Хавиер. Също така има и магистрална мрежа, между които се отличава PM-820, която пресича острова през важните градове.

## Знаменити жители
- Ерро, исландски художник от постмодернизма